# Howard Rheingold
Howard Rheingold (Phoenix, 7 luglio 1947) è un critico letterario, sociologo e saggista statunitense, specializzato sulle implicazioni culturali, sociali e politiche dei nuovi media.
Ha coniato il termine comunità virtuali, nelle quali vede uno strumento di affermazione di una democrazia decentralizzata in quanto, in rete, i vincoli della vita pubblica crollano. Egli arriva, perciò, a ipotizzare una comunità virtuale globale. Lo studioso però non mette in guardia dai pericoli e dallo smarrimento che essa può generare.

## Opere
- Parlare di scienza. I termini e i concetti che bisogna conoscere, Roma, Editori Riuniti, 1985.
- Creatività superiore. Con Willis Harman, Roma, Astrolabio-Ubaldini, 1986.
- La realtà virtuale, Bologna, Baskerville, 1993.
- Comunità virtuali. Parlare, incontrarsi, vivere nel ciberspazio, Milano, Sperling & Kupfer, 1994.
- Smart mobs. Tecnologie senza fili, la rivoluzione sociale prossima ventura, Milano, Raffaello Cortina Editore, 2003.
- Perché la rete ci rende intelligenti, Milano, Raffaello Cortina Editore, 2013.